# Gesetz über die Nichtzulässigkeit der Annahme des Namens „Atatürk“
Das Gesetz Nr. 2622 über die Nichtzulässigkeit der Annahme des Namens „Atatürk“ vom 17. Dezember 1934 ist ein türkisches Gesetz zum Schutz des Namens „Atatürk“, welcher mit dem Gesetz Nr. 2587 vom 24. November 1934 an den Staatspräsidenten Kemal vergeben wurde.

## Inhalt
Gemäß Art. 1, 2 des Gesetzes Nr. 2622 darf der Name „Atatürk“, wie auch Namen, die diesen enthalten, weder als Vor- noch als Nachname angenommen, verwendet oder vergeben werden. Mit Art. 3 wurde der Beginn des zeitlichen Anwendungsbereichs auf den 24. November 1934, also auf den Tag der Vergabe des Namens durch die Große Nationalversammlung, gelegt (echte Rückwirkung). Abschließend bestimmt Art. 4, dass der Innenminister zuständig für die Ausführung des Gesetzes ist.

## Bekannte Fälle
Laut Berichten der Tageszeitung Zaman musste ein im Jahr 1956 geborener Mann aus Adana seinen Namen im Alter von 36, der Zeitung Hürriyet zufolge im Alter von 30 Jahren, auf Antrag der Staatsanwaltschaft Adana in Ata ändern. Diese wurde auf den Mann, der mit dem Namen Atatürk Gülbahar unter anderem seinen Wehrdienst abgeleistet hatte, aufmerksam, als dieser vor Gericht als Zeuge auftreten sollte.